# Lyde
Lyde is een geslacht van wantsen uit de familie van de Miridae (blindwantsen). Het geslacht werd voor het eerst wetenschappelijk beschreven door William Lucas Distant in 1891.

## Soorten
Het genus bevat de volgende soorten:

- Lyde explanatus (Carvalho & Gomes, 1968)
- Lyde translucida Distant, 1891